# ガールズガーデン
『ガールズガーデン』は、セガより1985年2月に発売されたSG-1000用ゲームソフト。

## 概要
女の子のパプリちゃんを操作し、クマを避けながらフィールドにある花を摘み、規定数をボーイフレンドのミントくんのところに持っていけば1面クリアとなる。クマはハチミツでやり過ごすことができ、2面クリアごとにクマをジャンプするボーナスゲームがある。
後に『ソニック・ザ・ヘッジホッグ』を開発する中裕司の処女作である。セガの新入研修として、新入社員に色々なプログラムを作らせてみる中で、入社1か月の中と宮内博史、林克洋の3人に「女の子向けゲーム」というテーマでゲームを作らせたところ、あまりに高い完成度のためにそのまま市販化することになった。
恋愛の要素があるので、ゲーム史上で最初期の乙女ゲームでもある。
パッケージおよびゲーム画面には1984と記載されているが、マスターアップは10月で、当時のチラシか何かで２月発売みたいなことが書いてあったような気がするし、先輩に「２月はモノの売れない季節だ」と言われて悔しかった思い出もあったため発売は1985年2月であると本人が語っている。

## ゲーム紹介
恋する女の子“パプリちゃん”を操作して満開の花を摘み、“ミント君”に花束をプレゼントする横スクロールのアクションゲーム。
パプリちゃんが花を摘んでいるとクマが邪魔をするけれど、ハチが運んでくれるハチミツを使うことによって、クマをやりすごすことができる。
　また、タイマー代わりである恋敵の“コッコちゃん”が先にプレゼントを渡してしまっても恋は成就しない。

……こんなほのぼのとした設定も魅力のひとつである本作品は中裕司氏の処女作であり、黎明期の傑作だ！

## 移植版
| No. | タイトル                            | 発売日         | 対応機種        | 開発元   | 発売元       | メディア                   | 型式       | 備考                                                                                                   |
| --- | ----------------------------------- | -------------- | --------------- | -------- | ------------ | -------------------------- | ---------- | --- |
| 1   | セガ3D復刻アーカイブス3 FINAL STAGE | 2016年12月22日 | ニンテンドー3DS | エムツー | セガゲームス | 3DS専用カード ダウンロード | CTR-P-BF3J | 『セガ3D復刻アーカイブス2』のセーブデータがあればプレイ可能 2022年12月21日ダウンロード版配信・販売終了 |

## 開発
ガールズガーデンは、開発者である中裕司と宮内博史によってセガのゲームとして開発された最初のゲームである。ゲームを作り始めたきっかけについて中裕司は”入社して一ヶ月の間いろいろなテストプログラムつくっているときに、課長から「研修ということで、女の子向けのゲームを考えてみてつくってみろ」と言われまして、宮内（Hiro師匠）とふたりで最初つくりはじめたんです”と語った。彼たちの課長はSG-1000用にゲームを販売するのに十分であると判断した。開発期間は約5ヶ月かかり、ロム（ROM）の製造に当時は３ヶ月かかったと言う。ハードウェア的なスペック限界により画面のスクロールと多くのスプライトの表示に難点があり、SG-1000ではスプライトを４枚しか出せないため中裕司と宮内博史はクマをスクロール面（BG面）で書くことにした。BG面ではスクロールしながら花は咲くし、クマも2頭3頭と動き回ることに、ずいぶんもめ事が起こしてしまいましたと言う。音楽は林克洋と中林亨によって製作された。